# Monti Kurze
I monti Kurze sono una catena montuosa dell'Antartide facente parte della più grande catena montuosa dei monti Orvin, di cui si trovano nella parte occidentale. Situata nella Terra della Regina Maud e in particolare in corrispondenza della costa della Principessa Astrid, la formazione, si snoda per oltre 40 km tra i monti Drygalski, a ovest, e le due catene dei monti Gagarin e dei Conrad, a est.

## Storia
I monti Kurze sono stati scoperti e fotografati durante la spedizione Nuova Svevia, 1938-39, comandata dal capitano tedesco Alfred Ritscher, il quale li battezzò così in onore dell'allora direttore della divisione navale dell'ammiragliato tedesco. La formazione fu poi mappata più dettagliatamente grazie a fotografie aeree scattate durante la sesta spedizione antartica norvegese, 1956-60.